# Ehrentor

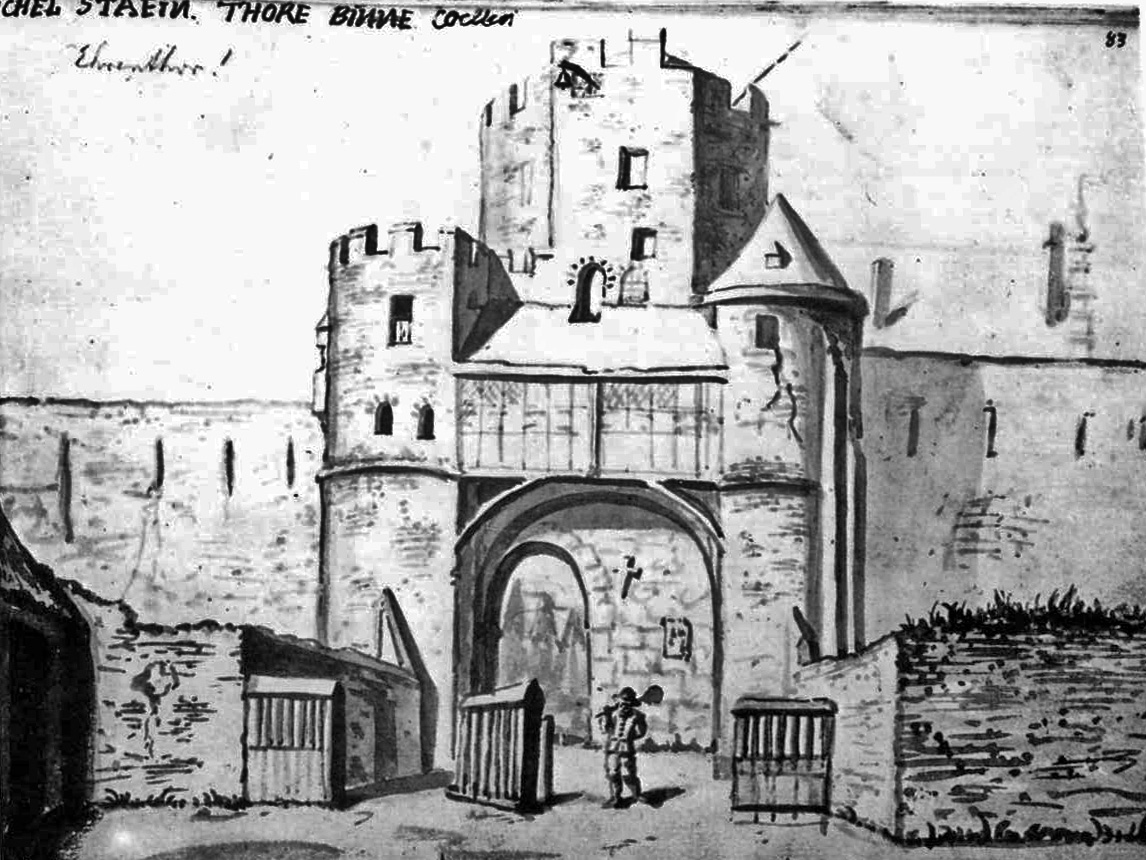
Ehrentor, Feldseite um 1665

Das Ehrentor war eine der um 1250 neu errichteten Torburgen, die im Zuge der letzten mittelalterlichen Stadterweiterung in der Ringmauer von Köln erbaut wurden. Das neue Stadttor der nach Westen vorgeschobenen Befestigung war in Bezeichnung und Lage ein Nachfolgebau der alten römischen, etwa um 1505 niedergelegten „Ehrenpforte“ der antiken Stadt.

## Geschichte
Die Pflege der mittelalterlichen Befestigungsanlagen sowie alle weiteren Schutzmaßnahmen für die Bevölkerung waren ursprünglich eine hoheitliche Aufgabe; detaillierte Regelungen dazu sind jedoch nicht überliefert. Neben anderen Einzelheiten über die Wehrbauten oder den Verteidigungsaufwand ist im Falle der alten Ehrenpforte bekannt, dass diese dem Burggrafen von der Kölner Kirche (dem Erzbischof) zu Lehen gegeben worden war.

### Die römische „porta honoris“

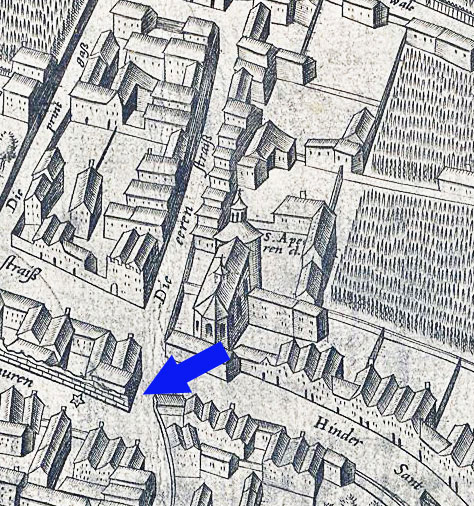
Der Standort der Ehrenpforte am Ende der Breite Straße, Anfang der Ehrenstraße, ist mit einem Pfeil markiert

Die alte erste Ehrenpforte, die „porta honoris“, war ein Mauerdurchlass in der westlichen Römermauer in Höhe der St.-Apern-Straße (platea s. Apri, auch Afre, Apro, Aprum) und des alten ostwestlich verlaufenden Straßenzuges der Minoriten- und Breite Straße – damals noch Ehrenstraße („platea honoris“). An der St.-Apern-Straße wurde 1169 erstmals eine dem heiligen Aper geweihte Kapelle erwähnt.
Die Breite Straße selbst war neben den Hauptachsen, dem cardo maximus (die Nord-Süd-Achse der Hohe Straße) und dem decumanus maximus (die Ost-West-Achse der Schildergasse) eine der ältesten Straßen der antiken CCAA und war dem Namen nach die ursprüngliche „Ehrenstraße“ dieser Zeit. Die Straße verlor ihren Namen erst in der mittelalterlichen Zeit durch ihre westliche stadtauswärts führende Verlängerung, der heutigen Ehrenstraße. Die Ehrenstraße ist nach Keussen Namensgeber der Ehrenpforte und des späteren Ehrentores. Er kritisiert in seinen Ausführungen die gelegentlich aufgekommene und missverständliche Bezeichnung „erea porta“ (ehernes oder Erztor) als eine ungeschickte Latinisierung der deutschen Benennung des Tores.
Noch 150 Jahre nach Errichtung des neuen äußeren Ringwalles, im Jahr 1499, sechs Jahre vor dem Abriss der alten Ehrenpforte an der Römermauer, benutzte man in den Schreinseintragungen bei Besitzwechsel der Liegenschaften an der alten Umwallung eine Form, in der die Zusatzbezeichnungen „Stadt wärts“ oder „zum Felde wärts“ verwandt wurden. So hieß es in einem Betrugsfall: Ein Haus von zweien, von vier Häusern unter einem Dach auf der Breitenstraße, das eine von den zweien zu Felde wärts, das zur Stadt wärts: von Hupert von Syntzich (Sinzig) mit gestohlenem Geld gekauft….

### Die Befestigung um 1250
Als eines der zwölf spätromanischen Stadttore soll das neue Ehrentor während der letzten Befestigungserweiterung Kölns in der Mitte des 13. Jahrhunderts errichtet worden sein. Es hatte eine Ähnlichkeit mit dem noch bestehenden Severinstor, das allerdings wegen seines stadtseitig mit dem unteren Torbau bündigen Mittelbaus einen unsymmetrisch sechskantigen Turmaufsatz und zwei kegelbedachte Flankentürme besitzt. Die obige Abbildung Justus Vinkenbooms (1620–1698) zeigt die Feldseite des Ehrentores in den 1660er Jahren, dessen Flankentürme zur Torseite hin abgeflacht waren. Das mit achtseitigem dreigeschossigen gezinnten Turmaufsatz versehene Tor war in seiner Achse zum Ausgang der Stadtseite hin deutlich versetzt. Als typisches Doppelturmtor (wie auch die Ulrepforte) hatte das Ehrentor zwischen den Flankentürmen in der Höhe des Sockelgesimses über dem Torbogen ein hölzernes Überzimmer als Wurfgalerie. An dem nördlichen dreigeschossigen Flankenturm waren zu dieser Zeit der Zinnenkranz und die Rundbogenfenster erhalten, dagegen hatte der Südturm eine reduzierte Höhe und war mit einem Kegeldach abgedeckt worden. Weiterhin erkennbar war an der äußeren Seite des Nordturmes ein für die Wachen vorgesehener Aborterker angebracht sowie vor dem Toreingang ein Schilderhaus aufgestellt. Am Obergeschoss des Turmaufsatzes an einem Balken die Torglocke zu sehen, mit der der Torschluss oder etwaige Angreifer angekündigt wurden.

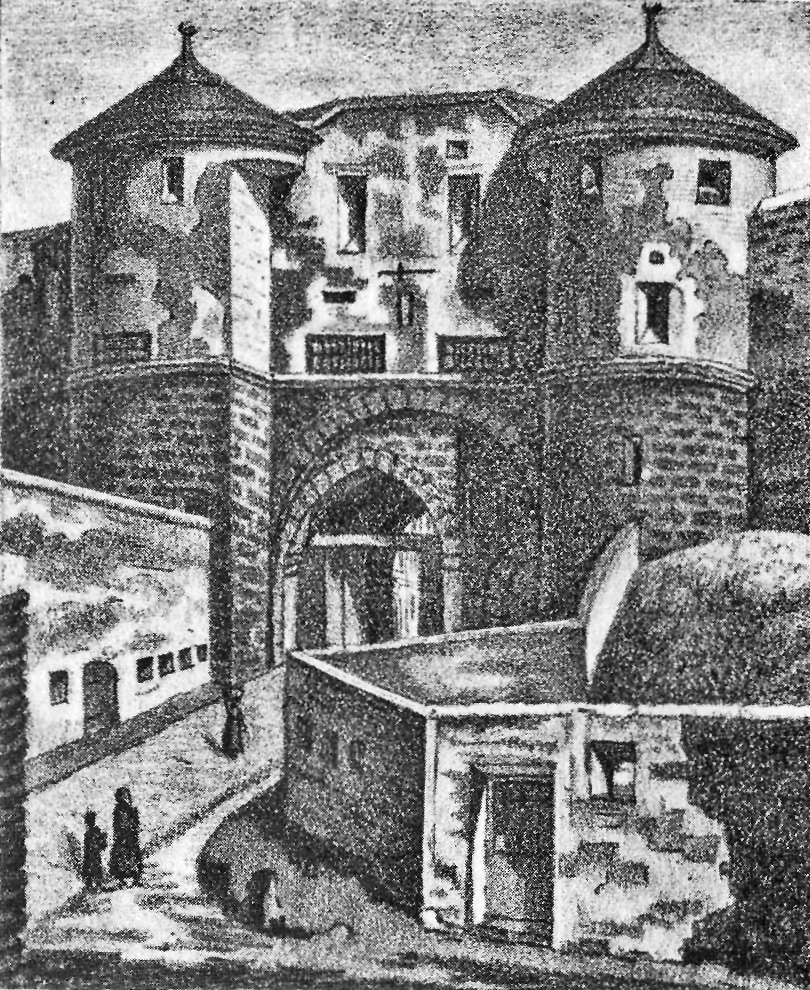
Feldseite um 1827

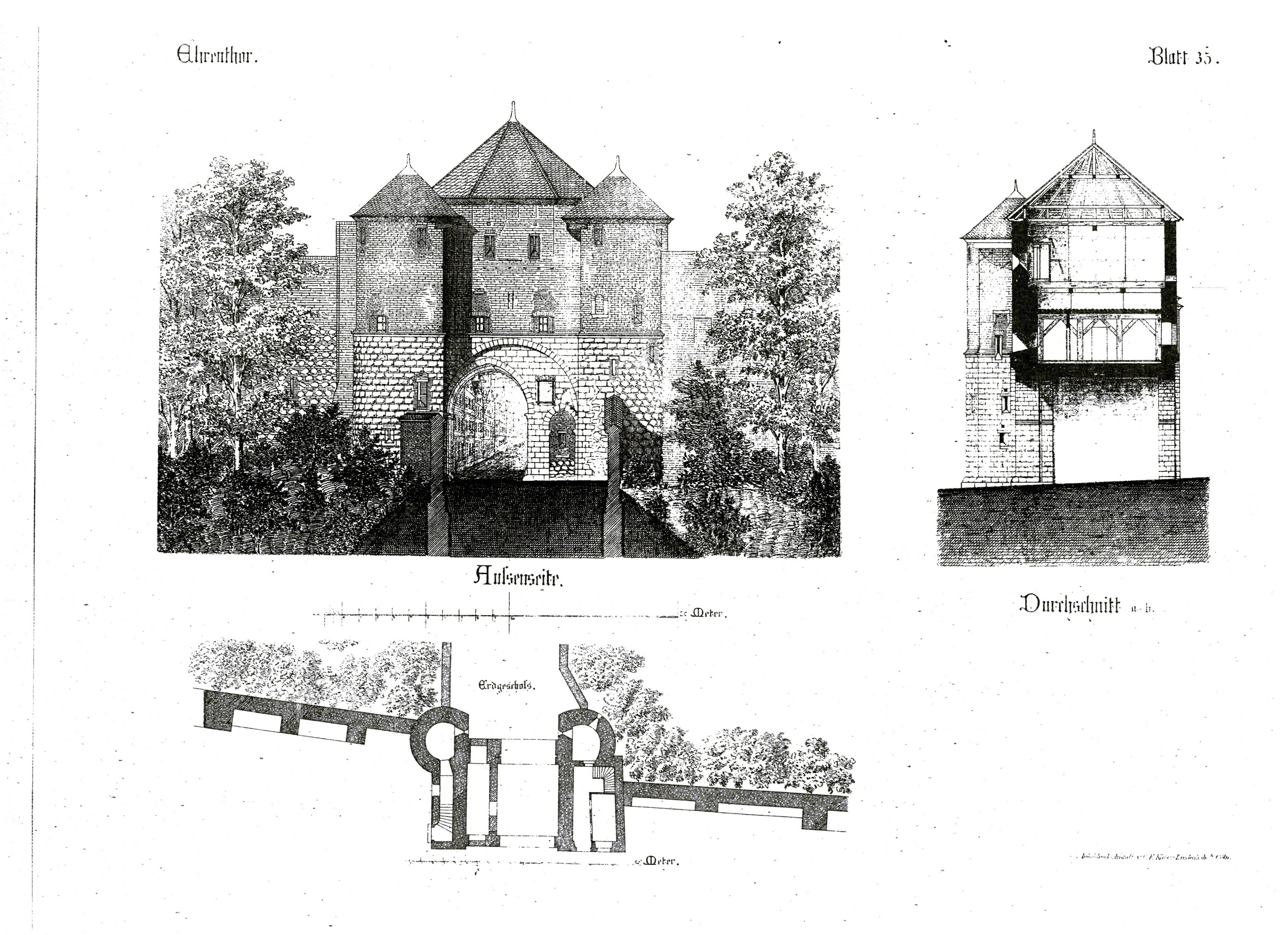
Ehrentor (aus: C. F. Kaiser, Cölner Thorburgen und Befestigungen: 1180 - 1882, 1884, Blatt 34)

Ein neben der schräg angeordneten Tordurchfahrt vorhandenes Fußgängertor, das auf Abbildungen noch kurz vor dem Abbruch im Jahr 1882 zu sehen war, ist auf der Lithographie von J. A. Wünsch im Jahr 1827 noch als zugemauerter Torbogen im Schatten auszumachen. Das Bauwerk war nun ohne Zinnenkranz und wirkt noch kompakter. Die sich beiderseits der Torburg anschließenden unterschiedlich hohen Stadtmauern sind mit ihren schmalen Öffnungen, den Schießscharten, noch vorhanden. Auch die durch den Kunsthistoriker Udo Mainzer vorgenommenen Untersuchungen (Dissertation über Stadttore im Rheinland) bestätigten die Entstehungszeit des Ehrentores.

### Verwendungsarten der Torburg
Die Torburg diente als Wehrturm und Teil der Stadtmauer dem Schutz der Stadt, war ein Verkehrsweg, diente jedoch nicht mehr als Station der Zollerhebung. Die alten Zollhäuser an den Landtoren des Stadtwalles von 1106, dem am alten Eigelsteintor, und die an dem Vorgängertor Schafenpforte, waren im 16. Jahrhundert in Privatbesitz übergegangen. Als Stadttor war es auch der vorgeschriebene Ausgang, den Abgeurteilte des Hochgerichtes der „Hach“ (an der Südseite des Doms) zu nehmen hatten, die in Begleitung der Henkersknechte und des Scharfrichters zur Richtstätte gingen. Diese erreichte der Tross über den vor dem Ehrentore in der Vorstadt „Westenich“ beginnenden und zum damaligen Richtplatz, dem „Rabenstein“ (dem heutigen Melaten-Friedhof), führenden Melatener Weg. Auch bei diesen Gelegenheiten wird die Torglocke als Armesünderglocke geläutet haben. Es war gleichzeitig der wichtige mittelalterliche Weg von Köln nach Jülich, der von Arnold Mercator in seiner Kölner Stadtansicht von 1570 als „Die Straß of Caster“ bezeichnet wurde.
Eine Quelle des beginnenden 18. Jahrhunderts, das Visitationis Prothocollum der Thürmen und gefengnißen von Mai 1709, führte unter den Türmen der Kölner Stadtmauer den auch „Ehrenpforte“ genannten Torbau mit drei Gefängnisräumen an.

## 19. Jahrhundert bis zur Gegenwart

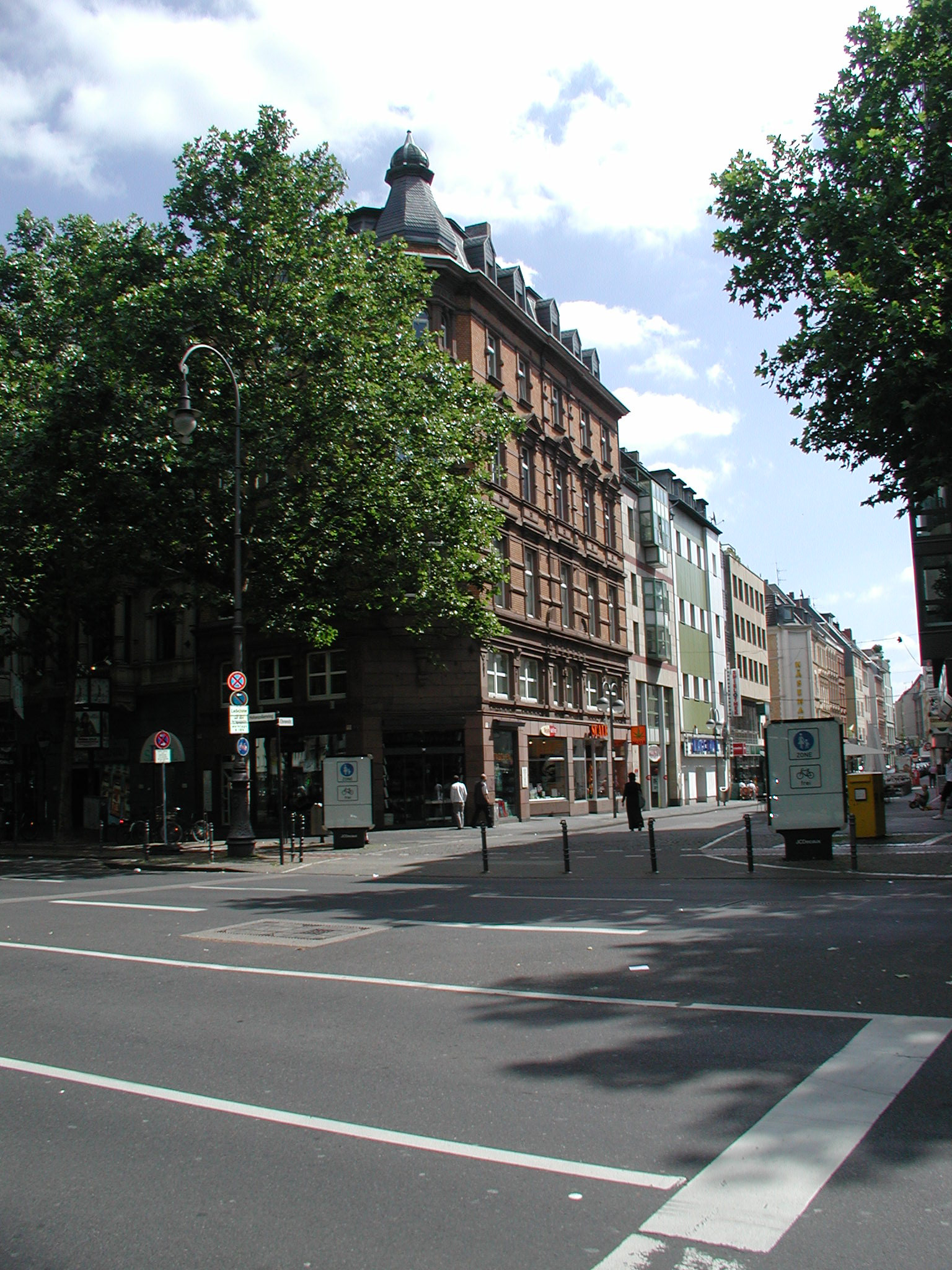
Einmündung der Ehrenstraße in den Hohenzollernring

Auf dem Areal der 1882 geschleiften Bollwerke der alten Kölner Stadtmauer entstanden im Bogen um die Altstadt des linksrheinischen Stadtgebietes die der Altstadt vorgelagerten Ringstraßenabschnitte mit den sie verbindenden Plätzen, die mit ihren Anschlussstraßen in die neu entstehenden Stadtbezirke führten. Im Juni 1881 wurde mit der Niederlegung der Mauer begonnen. Nach Plänen von Karl Henrici aus Aachen und unter der Leitung des Stadtbaumeisters Josef Stübben wurden in den Jahren 1889/1892 die neuen Ringstraßen erbaut. Durch diese noch nicht durch heute gültige Vorschriften des Denkmalschutzes beeinträchtigte Maßnahmen verlor die Stadt bis auf wenige erhaltene Teilstücke der ehemaligen Ringmauer auch die Torburg an der während der französischen Zeit (1813) der Stadt noch Rue d’Honneur genannten Ehrenstraße.